# Alyssum anatolicum
Alyssum anatolicum là một loài thực vật có hoa trong họ Cải. Loài này được Hausskn. ex Nyár. mô tả khoa học đầu tiên năm 1929.